# Jakob Krause
Pour les articles homonymes, voir Krause.
Jakob Krause (Zwickau, 1531 ou 1532 – Dresde, 9 juillet 1586) est un relieur allemand de la Renaissance.

## Biographie
Krause fréquente l' école latine dirigée par Petrus Plateanus (de) et a commencé un apprentissage de la reliure avec Christoph Behem. Dans ses années de voyage 1549/50, il travaille entre autres pour Lazare Bernhart à Annaberg. Il séjourne aussi à Leipzig et Wittenberg. Un séjour de plusieurs années en France, où il fait la connaissance du style mauresque, de l'arabesque et du style floral qui caractérisent ses reliures ultérieures, est déterminant pour son épanouissement. À son retour, il rapporte de France de nombreux outils de travail.
À partir de 1561, il travaille à Augsbourg en tant que maître artisan (examen de maître artisan au printemps 1561 avec Jakob Holl). En 1561, date de son mariage, il visite sa ville natale Zwickau, après quoi il reste à Wittenberg. Krause obtient la citoyenneté d'Augsbourg , qu'il conserve jusqu'à peu de temps avant sa mort. À Augsbourg, il réalise des volumes avec dorure à la main, par exemple un ruban cadeau au conseil de Zwickau, deux volumes de recommandation au duc de Bavière en 1563 et une offrande d'adieu au conseil d'Augsbourg en 1564. Il succède en 1566, le 25 août, comme relieur de la cour au service de l'Électeur à Dresde, où il dispose d'un atelier. Il est autorisé à accepter des commandes privées. L'un de ses compagnons vers 1566-1568 est Gregor Schenk le Jeune, qui venait également de Zwickau, et devint plus tard le relieur de la cour du prince-évêque de Würzburg Jules Echter von Mespelbrunn. De 1574 à 1578, Krause est assisté de Kaspar Meuser.

## Travail
Krause a produit environ 1000 reliures à Dresde, dont une grande partie appartient maintenant à la bibliothèque de Dresde. Avec son successeur Meuser, Krause est considéré comme le relieur allemand le plus important de la Renaissance. Il donne son nom à l' Association Jakob Krauße des relieurs allemands, fondée en 1912 .

## Collections
- British Library
- Bibliothèque nationale allemande
- Bibliothèque d'État et universitaire de Saxe à Dresde

## Galerie

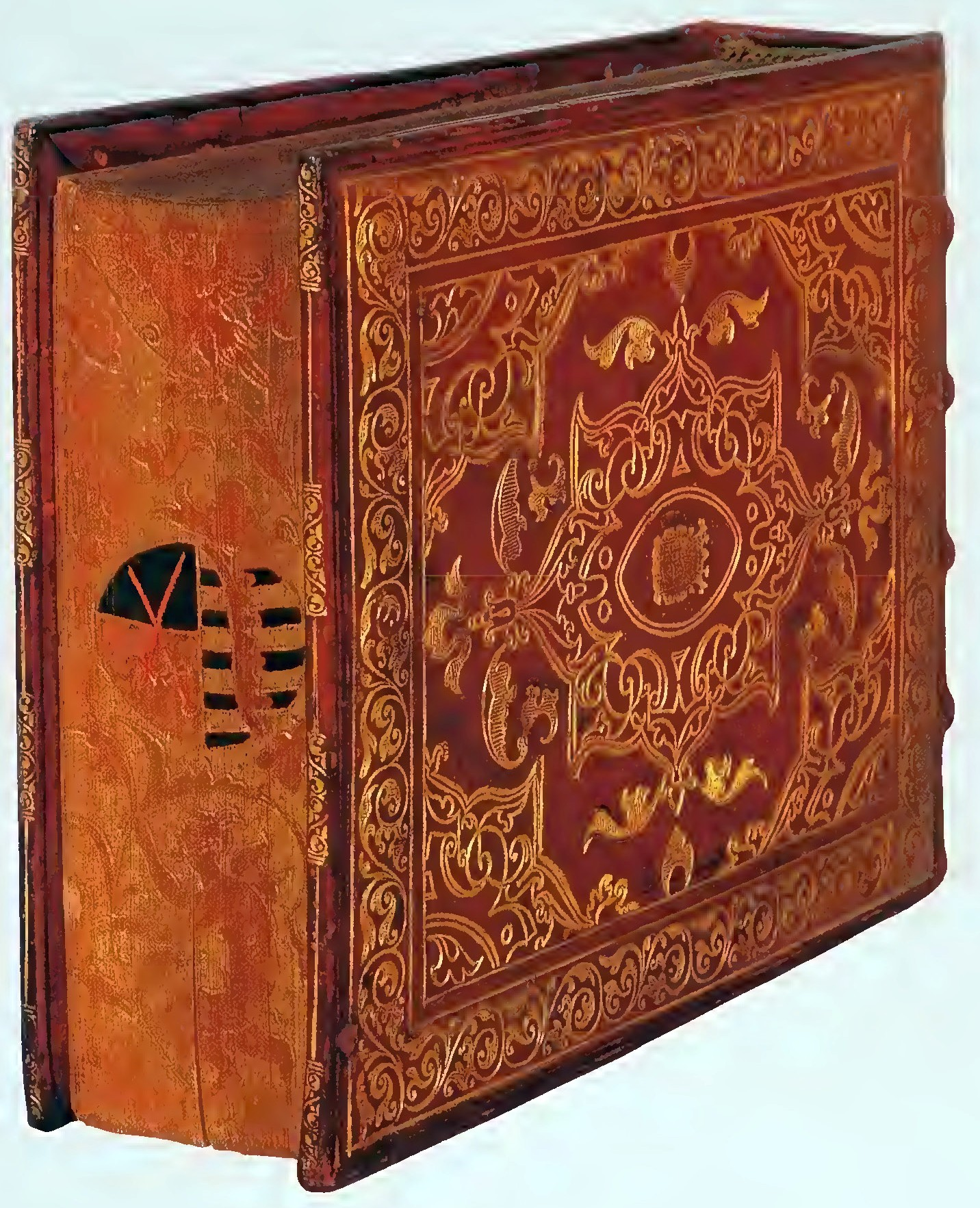
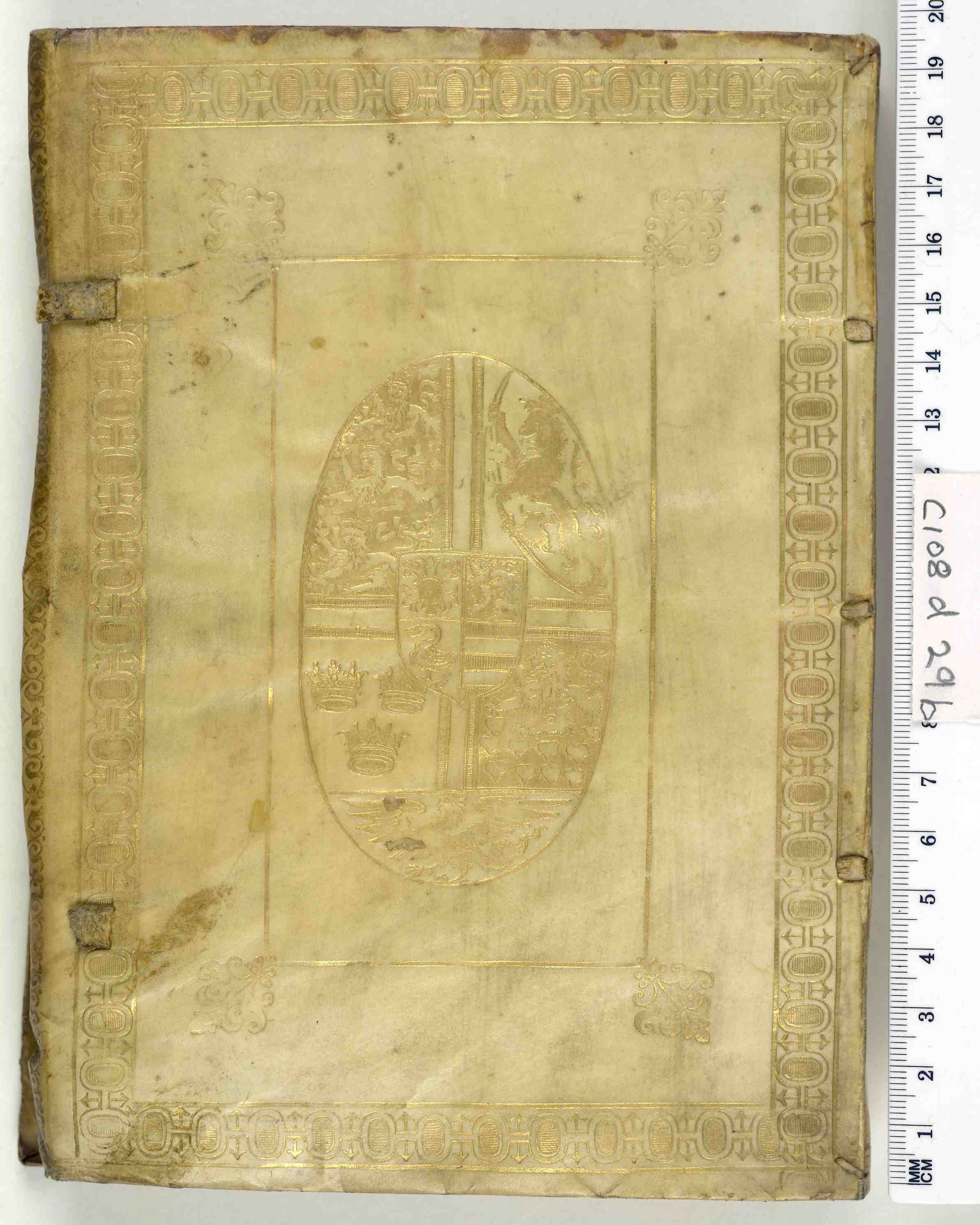